# سلطان جمعان
اللاعب سلطان جمعان وليد العلي
رقم فانيلته بالمنتخب القطري وناديه الخور - التعاون سابقا - 3
يلعب في خط الدفاع و يلقب بــ الذيب ,,
تزوج عام 1982 ولديه 3 أولاد: حمد - علي - جاسم,, وابنتين ,,
بدأ مشواره الكروي عام 1966 في فريج أم صلال علي ضمن فريق كان يطلق عليه الاتحاد
بقيادة فرج علي لاعب نادي التعاون السابق وبفريق الناشئين بأم صلال علي بقيادة الشيخ حسن بن خليفة بن أحمد ال ثاني .
لعب كحارس مرمى في بداية وثم انتقل لمركز الهجوم ولكنه وجد نفسه يجيد اللعب في مركز الدفاع أكثر .
لعب بفريق مدرسة ام صلال الاعدادية ثم لعب مع الناشئين في نادي التعاون الرياضي عام 1973..
التحق بفريق الشباب عام 1974-1975
واحرز مع ناديه المركز الثالث في كأس الشيخ جاسم موسم 1977-1978
والمركز الثاني في كأس سمو الأمير موسم 1979 أمام النادي العربي
وكأس الدرجة الثانية عام 1982 .
أما مشواره مع المنتخب القطري بدأ عام 1977 إلى 1984
لعب في دورة الألعاب الآسيوية ببانكوك عام 1978
تصفيات كاس آسيا ببنجلاديش والنهائيات في دولة الكويت 1980
شارك مع منتخب الشباب في تصفيات آسيا لكأس العالم للشباب عام 1980
ولعب ضد بنجلاديش وعمان والهند ونيبال واحرز المنتخب القطري المركز الأول
لم يشارك مع المنتخب في أستراليا بسبب الإصابة ..
شارك مع المنتخب الأول في خليجي 5و7و 6 في الإمارات ولعب ضد السعودية وعمان والبحرين
شارك في تصفيات ونهائيات لوس انجلوس وكأس العالم العسكرية 1980
وله عدة مشاركات مع منتخب الشرطة -شرطة قطر- :
- البطولة العربية 1978
- بطولة الشرطة العربية الرابعة ببغداد 1985
اتجه إلى التدريب عام 1988 زقام بتدريب فريق الناشئين بنادى التعاون وتدرج حتى وصل لتدريب فريق الشباب
وتم اختياره من قبل الاتحاد العام 1989 للعمل كمساعد مدرب مع الكابتن سعيد المسند ..
اقيم مهرجان اللاعب سلطان جمعان العلي 10- مايو- 1995

## روابط خارجية
- سلطان جمعان على موقع أوليمبيديا (الإنجليزية)